# グレーター・ベイ航空
グレーター・ベイ航空（中国語: 大灣區航空, 英語: Greater Bay Airlines ,GBA）は、香港の格安航空会社である。
2010年5月、深圳東海航空の董事長である黄楚標によって設立された。2021年9月、初号機を受領、10月に航空運送事業許可を取得、国際貨物チャーター便として運航していた。2022年2月21日、香港政府の空運牌照局から営業許可を取得した。2022年7月23日、バンコク路線で旅客便として初就航した。

他の格安航空会社と同様に、最も安い運賃クラスでは、預け荷物、座席指定、機内食が有料となっている。

## 就航地
| 国         | 都市         | 空港                           | 備考                          |
| ---------- | ------------ | ------------------------------ | ----------------------------- |
| 香港       | 香港         | 香港国際空港                   | ハブ空港                      |
| 中国       | 黄山         | 黄山屯渓国際空港               |                               |
| 中国       | 宜昌         | 宜昌三峡空港                   |                               |
| 中国       | 桂林         | 桂林両江国際空港               |                               |
| 中国       | 張家界       | 張家界荷花国際空港             |                               |
| 中国       | 恩施         | 恩施許家坪空港                 | [ 7 ]                         |
| 中国       | 泉州         | 泉州晋江国際空港               | [ 8 ]                         |
| 中国       | 徐州         | 徐州観音空港                   | [ 9 ]                         |
| 台湾       | 台北         | 台湾桃園国際空港               | [ 10 ]                        |
| 日本       | 東京         | 成田国際空港                   | [ 11 ]                        |
| 日本       | 大阪         | 関西国際空港                   |                               |
| 日本       | 札幌         | 新千歳空港                     | 2025年12月17日より就航予定    |
| 日本       | 仙台         | 仙台空港                       | [ 13 ]                        |
| 日本       | 米子         | 米子空港                       | 2025年8月31日をもって運休予定 |
| 日本       | 徳島         | 徳島空港                       | 2025年8月30日をもって運休予定 |
| タイ       | バンコク     | スワンナプーム空港             |                               |
| フィリピン | マニラ       | ニノイ・アキノ国際空港         | [ 16 ]                        |
| ベトナム   | フーコック島 | フーコック国際空港             | [ 17 ]                        |
| パラオ     | パラオ       | ロマン・トメトゥチェル国際空港 |                               |

出典：
2021年1月、香港政府のzh:空運牌照局に104か所への運航を申請している。

## 日本との関係

### 運航便
| 便名      | 路線 | 路線        | 機材              | 注釈                          |
| --------- | ---- | ----------- | ----------------- | ----------------------------- |
| HB320/321 | 香港 | 東京/成田   | ボーイング737-800 |                               |
| HB322/323 | 香港 | 東京/成田   | ボーイング737-800 |                               |
| HB326/327 | 香港 | 東京/成田   | ボーイング737-800 |                               |
| HB340/341 | 香港 | 大阪/関西   | ボーイング737-800 |                               |
| HB344/345 | 香港 | 大阪/関西   | ボーイング737-800 |                               |
| HB8/9     | 香港 | 札幌/新千歳 | ボーイング737-800 | 2025年12月17日より就航予定    |
| HB360/361 | 香港 | 仙台        | ボーイング737-800 |                               |
| HB356/357 | 香港 | 米子        | ボーイング737-800 | 2025年8月31日をもって運休予定 |
| HB352/353 | 香港 | 徳島        | ボーイング737-800 | 2025年8月30日をもって運休予定 |

### 日本との歴史
- 2022年12月5日、日本の国土交通省から外国人国際航空運送事業の認可を取得[23]。
- 2023年1月12日より、成田線に毎日1便で新規就航[24]。
- 2023年4月28日より、関西線に新規就航[25]。
- 米子-香港間で、2024年8月17日と22日にチャーター便を運航[26]。
- 2024年11月16日から、徳島線を新規開設[27]。
- 2024年12月7日から、仙台線に就航。仙台-香港線は2011年2月以来、約13年ぶりに運航される路線[28]。
- 2025年2月21日より、東京/成田線を毎日3便に増便[29]。
- 2025年8月30日をもって、香港-徳島線を運休予定
- 2025年8月31日をもって、香港-米子線を運休予定[30]。
- 2025年12月17日より、香港-札幌/新千歳線に就航予定[31]。

## 運航機材

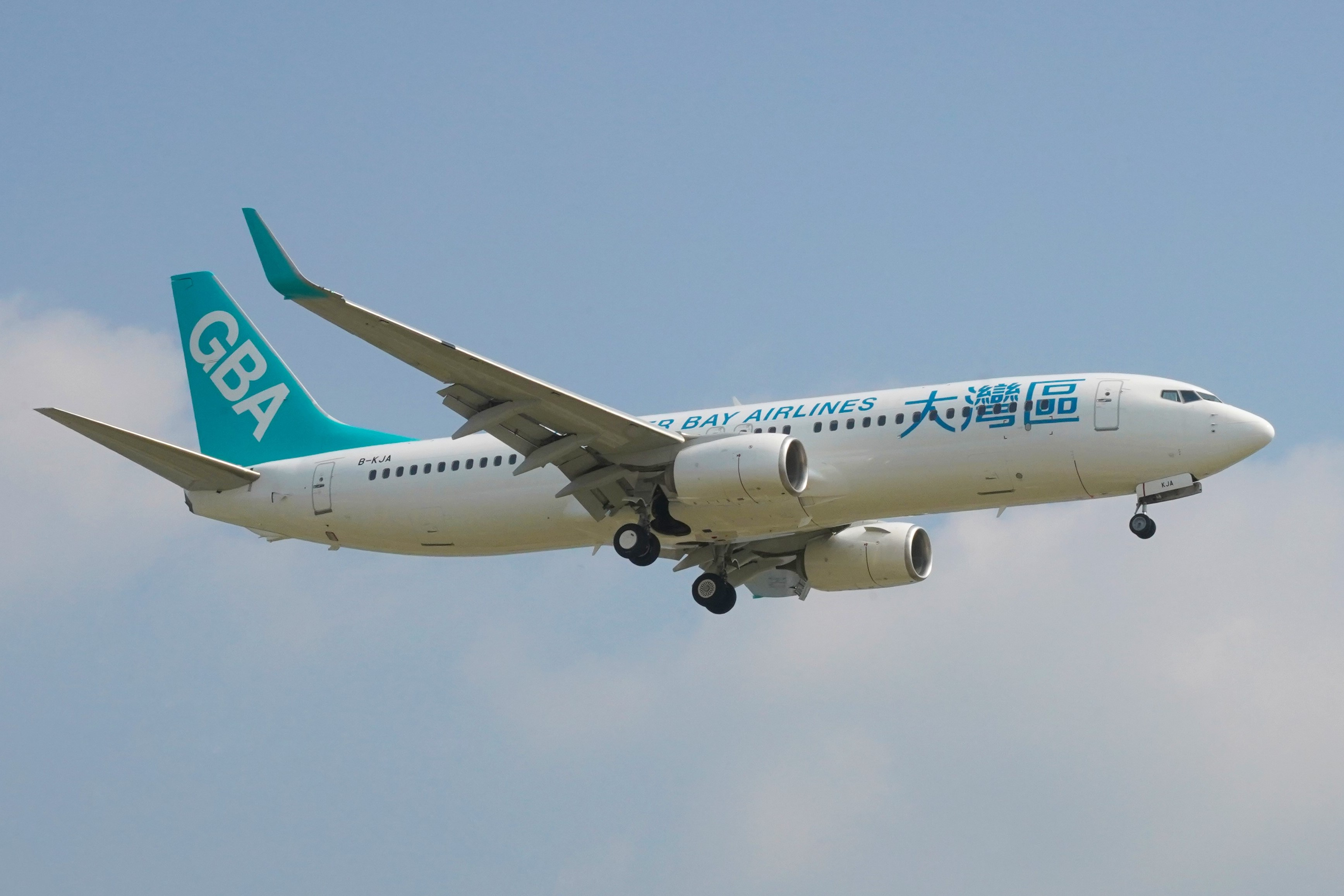
ボーイング 737-800

- ボーイング 737-800 : 8機 (189席)[32][33]

2024年現在、B-KJA～KJHの8機のボーイング737-800型機を運航しており、すべて中古機材である。B-KJA～KJCは元ノルウェー・エア・インターナショナル、B-KJDは元チャイナエアライン、B-KJE～KJHは元東海航空である。
なお、同社は2023年3月3日にボーイング 737MAX9を15機発注したと明らかにした。同機材では機内インターネット接続サービスを提供するとしている。また、今後、他のアジア各地、中国本土への就航を目指すため、737MAX-9受領前に、追加でボーイング737-800の中古機を導入する。また、将来的な長距離路線の運航に向けて、付随して、5機のボーイング787型機発注コミットメントも含まれる。